# Tillandsia vernicosa
Tillandsia vernicosa är en gräsväxtart som beskrevs av John Gilbert Baker. Tillandsia vernicosa ingår i släktet Tillandsia och familjen Bromeliaceae. Inga underarter finns listade i Catalogue of Life.